# 日清観光
株式会社日清観光（にっしんかんこう）は、大分県別府市に本社、大分市に営業所を置くバス会社であり、旅行業も営む。一般社団法人大分県バス協会会員。

## バス事業
主力の貸切バス事業のほか、高速バス事業も行っている。かつては杵築市コミュニティバスの一部路線も担当していた。

### 高速バス「日清号」
福岡 ⇔ 別府・大分
HEARTSバスステーション博多 - 福岡空港国内線 - 福岡空港国際線 - 日清観光鉄輪車庫 - 別府市公会堂先（大分行降車のみ）・別府警察署前（博多行乗車のみ） - 大分駅高速バス乗り場 - 日清観光大分営業所
福岡市と別府市・大分市を結ぶ高速バス。2022年7月15日に運行を開始した。1日3往復、但し大分発の第1便のみ別府市内は経由しない。大分県内、福岡県内のみの利用はできず、ウェブ予約は自社サイトのみ。

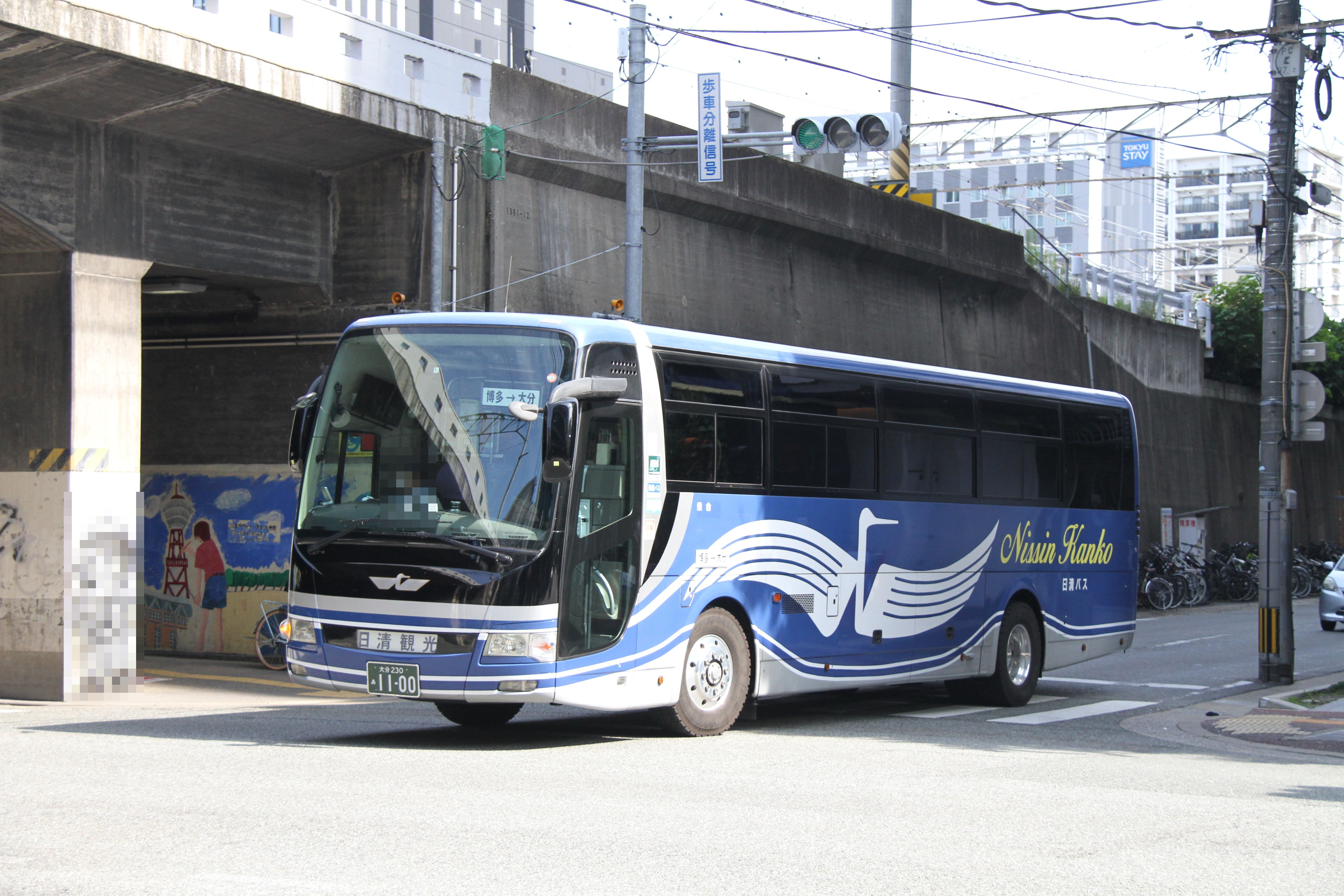
日清号に使用される三菱ふそう・エアロエース

なお、2025年2月8日より運休中である。

### 杵築市コミュニティバス（撤退）
かつては杵築市コミュニティバスの一部路線を担当していた。

### 貸切バス
大型バス12台、中型バス6台、小型バス5台を所有する。